# نوکیا ایکس
نوکیا ایکس اولین گوشی اندرویدی نوکیا پس از وارد شدن مایکرسافت به این شرکت است، قبل از این گوشی میان رده شرکت نوکیا از سیمبین که از سال ۲۰۰۸ اختصاص به نوکیا یافت و ویندوز فون استفاده می‌کرد.